# Jung Da-eun
Jung Da-eun (en hangul, 정다은; nacida en Seúl el 3 de junio de 1994) es una actriz y cantante surcoreana.

## Carrera
Jung Da-eun comenzó a asistir a una academia de baile en Gangnam cuando tenía siete años. Después prosiguió su formación en la Escuela de Artes Escénicas de Seúl.
Debutó en 2013 como miembro del grupo de chicas 2Eyes, el primero de la agencia Sidus HQ. El grupo, en el que ejercía como vocalista, estuvo activo dos años, aunque no se anunció su disolución hasta 2017.
Jung comenzó su carrera como actriz en 2015, en la serie La gran historia y la película Derailed. La primera es una serie especial de nueve episodios independientes, que celebra el 70.º aniversario de la liberación de Corea, y la actriz protagoniza el primero de aquellos. Su papel es el de Sook-ja, miembro de un famoso grupo vocal formado en 1953 por tres hermanas, The Kim Sisters.
Su trabajo de actriz se ha caracterizado por dos aspectos: en primer lugar sus habilidades como cantante y bailarina, que le han permitido actuar también en teatro musical; y en segundo lugar, su especialización como actriz de acción, que ha exhibido en películas como The Witch: Part 1. The Subversion o Justice High, en las que muestra su destreza con la espada o como karateca, respectivamente, y en series como Mystic Pop-up Bar y L.U.C.A.: The Beginning. Uno de sus papeles más elogiados por la crítica ha sido precisamente el de Choi Yoo-na en esta última, como participante en una destacada escena de lucha con Lee Da-hee dentro de un ascensor, en el segundo episodio.
El 25 de enero de 2022 la agencia Big Smile Entertainment anunció que había suscrito un contrato exclusivo con la actriz. En el mes de agosto Jung entró en el reparto de la serie de Netflix Sabuesos como reemplazo de Kim Sae-ron, que salió de aquella como consecuencia del escándalo producido por haber provocado un accidente de circulación estando ebria. Más tarde se aclaró que no se iban a eliminar las escenas ya rodadas por esta, y que por tanto Jung Da-eun tendría otro personaje distinto. En efecto, ella es Oh Da-min, la nieta de In-mook, que aparece solo en los últimos capítulos, mientras Kim es Cha Hyun-joo y lo hace solo en los primeros. La serie se estrenó el 9 de junio de 2023.
En ese mismo año de 2023 tuvo un papel de reparto en la serie de SBS The Escape of the Seven, donde su personaje es el de Song Ji-ah, una joven miembro de un grupo de chicas abusadoras que domina la escuela secundaria femenina de Myeongju.

## Filmografía

### Cine
| Año  | Título                            | Hangul                        | Papel               | Ref.          |
| ---- | --------------------------------- | ----------------------------- | ------------------- | ------------- |
| 2016 | Derailed                          | 두 남자                       | Ga-young            | [ 12 ] [ 13 ] |
| 2018 | The Witch: Part 1. The Subversion | 마녀                          | Chica de pelo largo | [ 14 ] [ 15 ] |
| 2020 | Justice High                      | 공수도                        | Chae-young          | [ 16 ] [ 17 ] |
| 2020 | Secret Garden                     | 비밀의 정원                   | Hermana de Jung-won | [ 18 ]        |
| 2022 | 2037                              | 이공삼칠                      | Chica de pelo corto |               |
| 2023 | Maybe We've Broken Up             | 어쩌면 우린 헤어졌는지 모른다 | Anna                | [ 19 ] [ 20 ] |
| 2023 | Honey Sweet                       | 달짝지근해                    | Lee Jin-ju          | [ 21 ]        |

### Series de televisión
| Año  | Título                                | Papel               | Canal         | Notas                                                                         | Ref.          |
| ---- | ------------------------------------- | ------------------- | ------------- | ----------------------------------------------------------------------------- | ------------- |
| 2015 | La gran historia                      | Kim Sook-ja         | TV Chosun/tvN | Serie especial en episodios independientes. Ep. 1                             |               |
| 2017 | Single Wife                           | Da-eum              | Dramax/UMAX   | Protagonista                                                                  | [ 22 ]        |
| 2018 | Coffee, Do Me a Favor                 | Jang So-myung       |               | Serie web                                                                     | [ 23 ] [ 24 ] |
| 2019 | The Wind Blows                        | Lee Soo-in          | JTBC          |                                                                               | [ 25 ]        |
| 2019 | Class of Lies                         | Jung Soo-ah/Yoo-sun | OCN           |                                                                               | [ 26 ]        |
| 2020 | Mystic Pop-up Bar                     | Kang Yeo-rin        | JTBC          |                                                                               | [ 27 ] [ 28 ] |
| 2021 | L.U.C.A.: The Beginning               | Choi Yoo-na         | tvN           |                                                                               | [ 1 ] [ 29 ]  |
| 2021 | The Palace                            | Princesa Bong-seon  | KBS2          | Drama Special                                                                 | [ 30 ]        |
| 2022 | There is no Goo Pil-soo               | Oh Seul-gi          | ENA           |                                                                               | [ 31 ]        |
| 2022 | Minamdang                             | Chamana Im          | KBS2          |                                                                               | [ 32 ]        |
| 2022 | Midnight Horror: SIx Nights           | Soo-in              | Genie TV      | Serie web en seis episodios independientes. Protagoniza el 1.º, Night Stalker | [ 33 ]        |
| 2023 | Sabuesos                              | Oh Da-min           | Netflix       | Serie web                                                                     | [ 9 ] [ 34 ]  |
| 2023 | Our Blooming Youth                    | Princesa Ha-yeon    | tvN           |                                                                               | [ 35 ] [ 36 ] |
| 2023 | The Escape of the Seven               | Song Ji-ah          | SBS           |                                                                               | [ 10 ] [ 11 ] |
| 2024 | The Escape of the Seven: Resurrection | Song Ji-ah          | SBS           |                                                                               | [ 37 ]        |
| 2025 | Shark 2: The Storm                    | Lee Yeon-jin        |               |                                                                               |               |

### Audiocine
| Año  | Título                     | Hangul                 | Notas                                                      | Ref.   |
| ---- | -------------------------- | ---------------------- | ---------------------------------------------------------- | ------ |
| 2021 | Por favor, riega el cactus | 선인장에도 물을 주세요 | Género de solo audio para personas con discapacidad visual | [ 38 ] |

### Musicales
| Año  | Título              | Papel        | Ref.          |
| ---- | ------------------- | ------------ | ------------- |
| 2016 | Notre Dame de Paris | Fleur de Lys | [ 22 ] [ 28 ] |